# Russell Bowie
Vous lisez un « bon article » labellisé en 2011.
Temple de la renommée : 1947
Russell George Alexander Bowie dit Dubbie Bowie (né le 24 août 1880 à Montréal ville du Québec au Canada — mort le 8 avril 1959 également à Montréal) est un joueur de hockey sur glace. Il est généralement considéré comme un des meilleurs joueurs de hockey avant l'époque de la Ligue nationale de hockey. Au début de sa carrière, il joue pour différentes équipes junior de sa ville natale, avant de rejoindre en 1899 les Victorias de Montréal. Il remporte avec eux la Coupe Stanley en 1899 puis décide de prendre sa retraite en 1910 après douze saisons avec les Victorias dont dix au plus haut niveau. Il remporte en dix ans cinq fois le titre de meilleur buteur de son championnat et compte plus de deux cents buts en carrière avec les Victorias.
Il continue par la suite à jouer de temps en temps des matchs d'exhibition mais ne participera plus à un seul match officiel. Arbitre de hockey pendant quelques années, il fait partie de la promotion du Temple de la renommée du hockey en 1947 et meurt quatorze ans plus tard.

## Biographie

### Ses débuts
Russel Bowie est né le 24 août 1880 à Montréal dans la ville du Québec au Canada. Il commence sa carrière de joueur de hockey sur glace à l'âge de douze ans lors de la saison 1892-1893 pour les St. John's de Montréal puis il joue la saison suivante avec les Tuckers, une autre équipe de sa ville natale. Lors des deux saisons suivantes, il joue avec les Tuckers mais passe également du temps dans l'Association de hockey amateur du Canada avec l'équipe junior des Comets de Montréal.

### La Coupe Stanley 1899
Bowie évolue en attaque en tant que centre mais peut également jouer au poste de rover. Il fait ses débuts dans les ligues de hockey senior dans la Ligue canadienne de hockey amateur (également désignée par le sigle LCHA pour son nom en anglais, Canadian Amateur Hockey League) lors de la saison 1899 en jouant pour les Victorias de Montréal, équipe pour laquelle il joue dans les rangs juniors depuis quelques années. Lors de cette saison où il est recrue, Bowie participe avec son équipe au championnat qui débute en janvier et se termine le 4 mars ; chaque équipe joue huit rencontres et les Victorias terminent à la deuxième place du classement. Avec onze buts en sept rencontres, le jeune Bowie est le troisième meilleur buteur de la ligue derrière Harry Trihey des Shamrocks de Montréal et Clare McKerrow du Montréal Hockey Club comptant, respectivement, 19 et 12 réalisations,.
Un mois plus tard, en février 1899, les Victorias de Montréal affrontent pour la Coupe Stanley les Victorias de Winnipeg emmenés par leur capitaine, Donald « Dan » Bain. Il est décidé de jouer la Coupe Stanley sur une série de deux rencontres dont le dénouement se joue au total des buts inscrits. L'aréna de Montréal accueille les deux rencontres et la première des deux se solde par une victoire 2-1 des joueurs locaux. Le deuxième match est sujet à controverse : Dan Bain ne joue pas le match ayant subi une blessure à l'œil lors du match précédent. Alors que Montréal mène 3-2 avec un but inscrit par Bowie et qu'il reste douze minutes avant la fin du match, Bob Macdougall blesse un joueur de Winnipeg, Tony Gingras, et ce dernier doit quitter le jeu. Macdougall ne reçoit que deux minutes de pénalité par l'arbitre du match, Bill Findlay, alors que ce dernier avait annoncé avant la rencontre que le premier joueur blessant un joueur adverse délibérément serait exclu du match. Les joueurs de Winnipeg décident de rentrer au vestiaire pour avoir gain de cause mais l'arbitre, qui se sent offensé, rentre chez lui. Les Victorias du Winnipeg quittent à leur tour l'aréna mais sont finalement déclarés forfaits quand Findlay y revient une demi-heure plus tard et que seuls les joueurs de Montréal sont encore présents. Les joueurs de Montréal ne conservent que peu de temps la coupe puisqu'ils la cèdent aux Shamrocks de Montréal.

### La CAHL puis l'ECAHA

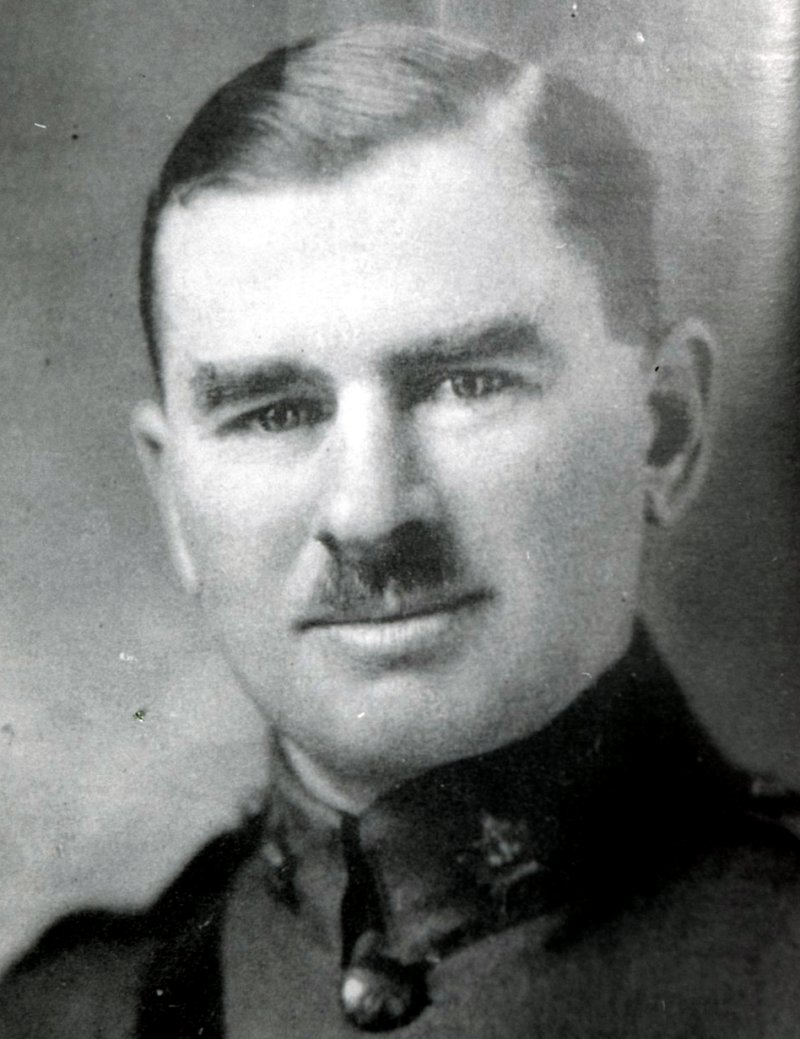
Frank McGee fait ses débuts dans le monde du hockey en 1903.

Pour sa deuxième saison dans la ligue canadienne, Bowie inscrit quinze buts et se place une nouvelle fois derrière Trihey qui compte deux buts de plus mais les Victorias terminent à l'avant-dernière place du classement. Lors de la saison suivante, en 1901, il montre une nouvelle fois sa capacité à inscrire des buts. Ainsi, le 20 février 1901, il inscrit sept buts lors du même match puis six de plus deux semaines plus tard contre les Shamrocks de Montréal. Il termine la saison avec vingt-quatre buts, quatorze de plus que son premier rival, et les Victorias sont deuxièmes du championnat avec quatre victoires, trois défaites et un match nul. Lors de la saison suivante, ils comptent quatre victoires et autant de défaites mais, avec treize buts, Bowie est encore une fois deuxième meilleur buteur de la saison, cette fois derrière Art Hooper.
La saison 1903 voit les débuts de Frank McGee dans la CAHL avec les Sénateurs d'Ottawa ; les deux joueurs sont à la lutte à la fois au classement général des buteurs mais également au classement général. Finalement, les deux équipes terminent à égalité avec  six victoires et deux défaites chacune alors que Bowie totalise vingt-deux buts en sept rencontres contre quatorze pour McGee,. Les deux équipes jouent alors une série de deux rencontres pour déterminer le champion de la saison ; elles se partagent le premier match en ne marquant qu'un seul but. Lors de cette rencontre, Bowie est diminué par une blessure à la cheville mais parvient tout de même à faire la passe décisive pour le but inscrit par Bert Strachan. Lors du second match joué à Ottawa, Bowie est épuisé par les efforts qu'il a fourni lors de la première rencontre. Finalement, les Sénateurs l'emportent lors de cette deuxième date sur le score de 8-0, avec trois buts de McGee,.
En 1904, les Sénateurs ne peuvent pas jouer les huit matchs de la saison et finalement, après quatre victoires, ils mettent fin à leur participation dans la CAHL. Avec cinq victoires, une défaite et deux victoires sur tapis vert, le club des Bulldogs de Québec, termine au classement devant Bowie et les Victorias qui comptent cinq victoires et trois défaites. Avec vingt-sept buts, Russell Bowie est une nouvelle fois le meilleur buteur de la ligue. Lors de la saison suivante, les Victorias terminent en-tête de la ligue avec neuf victoires et une défaite, mais sont en désaccord avec les responsables de la Coupe Stanley. En effet ces derniers proposent que les Victorias jouent au meilleur des trois matchs alors que les joueurs de Montréal souhaitent jouer une série conclue au nombre de buts inscrits ; finalement, les deux parties n'arrivent pas à s'entendre et les Victorias ne peuvent pas jouer contre les champions en titre d'Ottawa. Avec vingt-six buts en huit rencontres, Russell Bowie est le meilleur buteur de la saison devant Blair Russel.

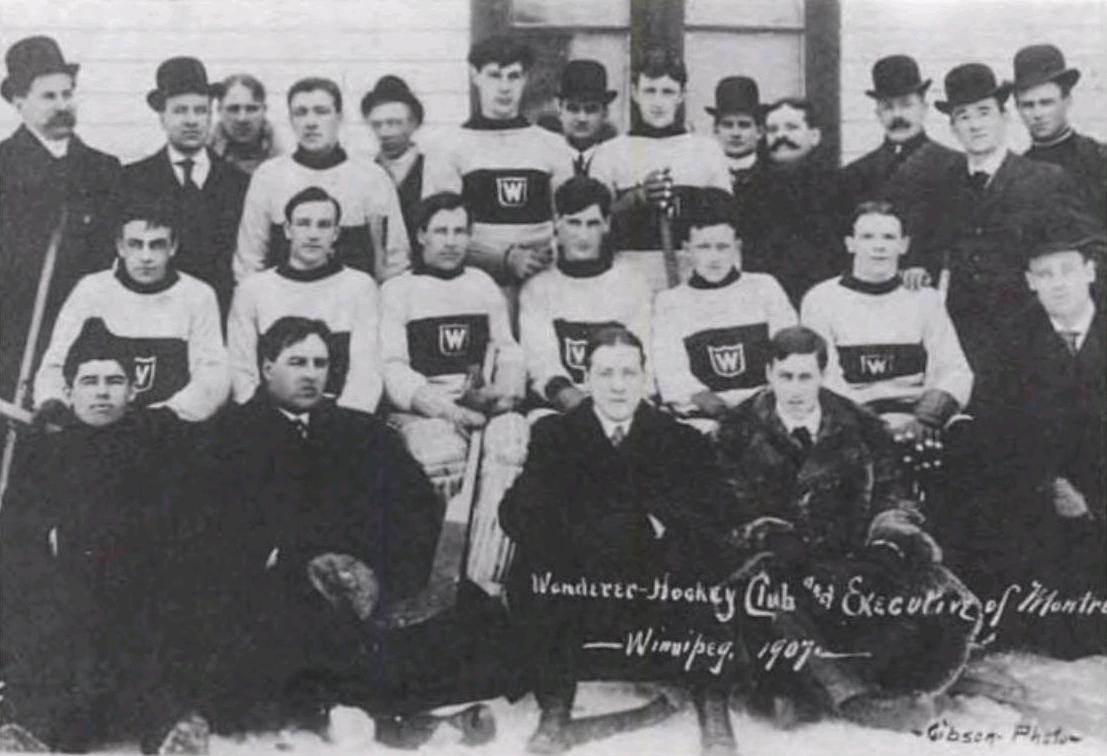
Les Wanderers de Montréal (ici en 1907) remportent la Coupe Stanley à de nombreux reprises dans les années 1900.

En décembre 1905, la CAHL fusionne partiellement avec la Ligue fédérale amateur de hockey (Federal Amateur Hockey League) afin de former une ligue regroupant les meilleures équipes des deux organisations ; alors que la CAHL arrête ses activités, la FAHL continue tout de même mais l'équipe des Victorias rejoint la nouvelle Eastern Canada Amateur Hockey Association. Dix matchs ont lieu pour la saison 1906 et Bowie inscrit trente buts au cours de la saison. Malgré ce total important, il n'est pas le meilleur buteur de la nouvelle ECAHA, étant devancé d'un but par Harry Smith des Sénateurs d'Ottawa. Bowie est encore une fois deuxième du classement des buteurs à la suite de la saison 1906, malgré son total de trente-neuf buts en dix rencontres ; Ernie Russell des Wanderers le devance avec trois buts de plus pour un match joué de moins. D'un point de vue collectif, les Wanderers terminent en tête de la saison et remportent par la suite la Coupe Stanley.
À la fin de la saison 1907-1908, Bowie termine une cinquième fois en tête du classement des pointeurs avec trente-et-un buts. Cette saison est la deuxième saison où les joueurs professionnels sont acceptés au sein des effectifs des équipes de l'ECAHA mais les Victorias de Montréal sont la seule équipe à n'avoir que des joueurs amateurs. Ils ne remportent que quatre rencontres sur dix et terminent quatrièmes du classement. Le 14 mars 1908, avec l'aide de son coéquipier Frank Patrick, il arbitre un match de la Coupe Stanley entre les Wanderers et le Toronto Professional Hockey Club de l'Ontario Professional Hockey League.

### La fin de sa carrière
À la suite de cette saison, les Victorias décident de quitter l'ECAHA afin de garder leur statut amateur ; ils participent à la création d'une nouvelle organisation appelée Interprovincial Amateur Hockey Union qui est créée le 14 novembre 1908. La première saison de la nouvelle ligue compte six rencontres et en cinq matchs, il inscrit vingt-et-un buts. Il joue sa dernière saison en 1909-1910 participant à trois rencontres au cours de la saison régulière. Les Victorias terminant à égalité avec les Cliffsides d'Ottawa et les deux équipes jouent une série de deux matchs pour déterminer les vainqueurs de la saison ; il s'agit alors des deux dernières rencontres de la carrière de Bowie.
Ainsi, Bowie est connu pour ne jamais avoir accepté de devenir professionnel. Aux différentes offres qu'il reçoit, il répond inlassablement « I am an amateur, was an amateur, and will die an amateur »,. Il est notamment célèbre pour avoir refusé un don d'un piano neuf par les Wanderers afin de s'attacher ses services. Il reste tout de même dans le monde du hockey en arbitrant des matchs des différentes ligues. Ainsi, il arbitre le dernier match de la saison 1911-1912 de l'Association nationale de hockey entre les Canadiens de Montréal et les Wanderers de Montréal. Il est également l'arbitre de la finale de la Coupe Stanley entre les Blueshirts de Toronto de l'ANH et les Aristocrats de Victoria de l'Association de hockey de la Côte du Pacifique en mars 1914.
Il est admis au Temple de la renommée du hockey en 1947,,. Il passe le reste de sa vie dans sa ville natale jusqu'à sa mort le 8 avril 1959.

## Statistiques
Entre 1899 et 1908, Bowie joue dix saisons avec les Victorias de Montréal dans une ligue de premier plan du Canada et, en quatre-vingt matchs joués, il inscrit près de deux cent quarante buts. Il termine ainsi à cinq reprises meilleur buteur du championnat dans lequel son équipe évolue, quatre fois deuxième et une fois troisième. Il a, à la fin de sa carrière, une moyenne de plus de trois buts par match.
| Saison    | Équipe                | Ligue |    | Saison régulière | Saison régulière | Saison régulière | Saison régulière | Saison régulière |   | Séries éliminatoires | Séries éliminatoires | Séries éliminatoires | Séries éliminatoires | Séries éliminatoires |
| Saison    | Équipe                | Ligue | PJ | B                | A                | Pts              | Pun              | PJ               | B | A                    | Pts                  | Pun                  |                      |                      |
| 1899      | Victorias de Montréal | CAHL  | 7  | 11               | -                | 11               |                  | 2                | 1 | -                    | 1                    |                      |                      |                      |
| 1900      | Victorias de Montréal | CAHL  | 7  | 15               | -                | 15               |                  |                  |   |                      |                      |                      |                      |                      |
| 1901      | Victorias de Montréal | CAHL  | 7  | 24               | -                | 24               |                  |                  |   |                      |                      |                      |                      |                      |
| 1902      | Victorias de Montréal | CAHL  | 7  | 13               | -                | 13               |                  |                  |   |                      |                      |                      |                      |                      |
| 1903      | Victorias de Montréal | CAHL  | 7  | 22               | -                | 22               |                  | 2                | 0 | -                    | 0                    | 3                    |                      |                      |
| 1904      | Victorias de Montréal | CAHL  | 8  | 27               | -                | 27               |                  |                  |   |                      |                      |                      |                      |                      |
| 1905      | Victorias de Montréal | CAHL  | 8  | 26               | -                | 26               |                  |                  |   |                      |                      |                      |                      |                      |
| 1906      | Victorias de Montréal | ECAHA | 9  | 30               | -                | 30               | 8                |                  |   |                      |                      |                      |                      |                      |
| 1907      | Victorias de Montréal | ECAHA | 10 | 39               | -                | 39               | 13               |                  |   |                      |                      |                      |                      |                      |
| 1907-1908 | Victorias de Montréal | ECAHA | 10 | 31               | -                | 31               | 19               |                  |   |                      |                      |                      |                      |                      |
| 1908-1909 | Victorias de Montréal | IPAHU | 5  | 21               | -                | 21               | 19               |                  |   |                      |                      |                      |                      |                      |
| 1909-1910 | Victorias de Montréal | IPAHU | 3  | 6                | -                | 6                |                  | 2                | 5 | -                    | 5                    | 8                    |                      |                      |